# Видрга
Видрга (словен. Vidrga) — поселення в общині Загорє-об-Саві, Засавський регіон, Словенія. Висота над рівнем моря: 430,4 м.